# Eogena contaminei
Eogena contaminei är en fjärilsart som beskrevs av Eduard Friedrich Eversmann 1874. Eogena contaminei ingår i släktet Eogena och familjen nattflyn. Inga underarter finns listade i Catalogue of Life.